# The Legacy (álbum)
The Legacy es el primer álbum de estudio de la banda estadounidense de thrash metal Testament, lanzado en 1987. El disco dio a conocer a Testament dentro de los admiradores del género en la época. Trata temas típicos del thrash metal, como el ocultismo, brujería, guerra nuclear y destrucción mundial. Extrañamente, la canción titulada "The Legacy" no fue publicada hasta el álbum de 1990 Souls of Black.

## Lista de canciones
1. "Over the Wall" (Skolnick, Christian, Peterson, Souza) – 4:04
2. "The Haunting" (Skolnick, Peterson, Souza) – 4:11
3. "Burnt Offerings" (Skolnick, Peterson, Souza) – 5:03
4. "Raging Waters" (Peterson, Souza) – 4:30
5. "C.O.T.L.O.D. (Curse of the Legions of Death)" (Ramirez, Peterson) – 2:28
6. "First Strike Is Deadly" (Skolnick, Christian, Peterson, Souza) - 3:41
7. "Do or Die" (Peterson, Billy, Clemente) – 4:36
8. "Alone in the Dark" (Skolnick, Peterson, Souza) – 4:01
9. "Apocalyptic City" (Skolnick, Peterson) - 5:48

## Créditos
- Chuck Billy: Vocales
- Alex Skolnick: Guitarrista principal
- Eric Peterson: Guitarrista rítmico
- Greg Christian: Bajista
- Louie Clemente: Baterista[2]